# تدریس آنلاین زبان انگلیسی به عنوان زبانی خارجی
تدریس زبان انگلیسی به عنوان زبانی خارجی به صورت آنلاین (TEFL Online) معادل گواهی مجازی تربیت معلم در آموزش زبان انگلیسی به عنوان زبان خارجی (TEFL) در زمینه یادگیری و آموزش زبان انگلیسی است. تدریس زبان به عنوان زبانی خارجی بیش از ۱۰۰ سال پیش در چین به عنوان بخشی از سلسله چینگ آغاز شده‌است. گواهینامهٔ TEFL افراد را در تمام سطوح تجربه آماده می‌کند تا دانش آموزان را در کلاس زبان خارجی به زبان انگلیسی آموزش دهد. روند صدور گواهینامه آنلاین TEFL در اواخر دهه ۹۰ و هنگامی که رونق دیجیتال شروع به کار کرد، ایجاد شد. یکی از گواهینامه‌های مختلف TEFL موجود است.
تدریس‌های آنلاین انگلیسی به عنوان زبان خارجه معمولاً توسط نهادهای حاکم تنظیم می‌شوند. Qualifi یک نهاد اعطا کننده در انگلیس است. در ایالات متحده AQC یک نهاد اعطای جایزه DEAC شناخته شده‌است. ۳ نوع سطح صلاحیت TEFL وجود دارد. ۱. بدون سطح. ۲. دوره‌های آنلاین TEFL سطح ۳. ۳. دوره‌های آنلاین TEFL سطح ۵. آموزش زبان انگلیسی به عنوان زبانی خارجی (TEFL) بدون سطح دوره از آموزش انگلیسی(TEFL) است که در پایان گواهینامه توسط نهاد اعطا کننده به رسمیت شناخته نمی‌شود. این امر می‌تواند در صورت درخواست ویزا برای تدریس در برخی از کشورها مشکلاتی را ایجاد کند. دوره آنلاین تدریس زبان(TEFL) سطح ۳ معمولاً ۱۲۰ ساعت است (حداقل این مدرک به رسمیت شناخته شده‌است). سطح ۳ معادل دیپلم دبیرستان است. در حالی که سطح ۵ معمولاً بیش از ۱۲۰ ساعت برای تکمیل شدن معادل دیپلم دانشگاه است. تفاوت‌های بزرگ بین این سه مورد، سطح ورودی شما پس از اتمام تدریس، فرصت‌های شغلی و کیفیت تدریس در حین تحصیل در تدریس آنلاین زبان انگلیسی به عنوان زبانی خارجی است.
گواهینامه تدریس آنلاین زبان انگلیسی به عنوان زبانی خارجی توسط متخصصان در زمینه آموزش زبان خارجی از مؤسسه مطالعات آموزش انتاریو (OISE) در دانشکده آموزش دانشگاه تورنتو طراحی شده‌است. این گواهینامه با مشارکت Teach Away، یک شرکت بین‌المللی جذب معلم ارائه می‌شود.

## قالب تحویل دوره
تدریس آنلاین زبان انگلیسی به عنوان زبانی خارجی توسط Learnkit، یک بستر آموزش الکترونیکی ایجاد شده‌است. در یک محیط آنلاین پاسخگو میزبانی می‌شود و از طریق رایانه‌ها و لپ تاپ‌های سراسر جهان قابل دسترسی است. این دوره ۱۰۰٪ به‌صورت آنلاین است و به شکل مستقیم هم خود کارگردانی می‌کند و هم‌گام بردار (خودکار) است. دانش آموزان باید طی یک سال از زمان ثبت نام، کلیه شرایط گواهی را تکمیل کنند.

## شرایط پذیرش
برای ثبت نام در دوره تدریس آنلاین زبان انگلیسی به عنوان زبانی خارجی (TEFL) هیچ پیش شرط لازم وجود ندارد. توصیه می‌شود فراگیران قبل از ثبت نام دیپلم دبیرستان خود را داشته باشند.